# Catafractário

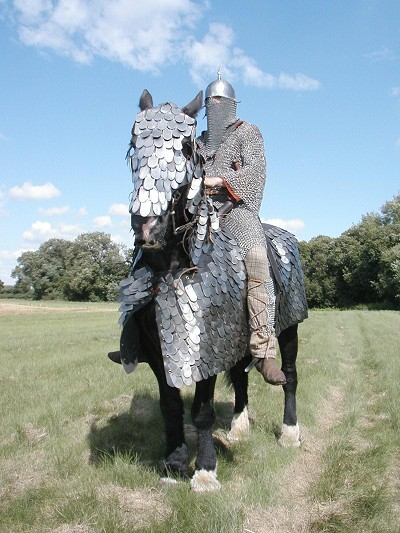
Representação de um cavaleiro catafractário, à maneira da era sassânida.

Os catafractários  (grego: κατάφρακτος, kataphractos) eram uma unidade de cavalaria pesada utilizada por povos antigos (sármatas, partos, armênios e, posteriormente, romanos e bizantinos). A armadura utilizada por esta cavalaria se chamava catafracta.